# Sebastián Irazoqui
Sebastián L. Irazoqui (Córdoba, 22 de mayo de 1969) es un ex–jugador argentino de rugby que se desempeñaba como octavo. Fue internacional representando a Los Pumas.

## Selección nacional
Fue convocado a los Pumas por primera vez en mayo de 1993 para enfrentar a los Brave Blossoms y participó de la Copa Latina 1995 donde disputó su último partido, ante Les Bleus. En total disputó 8 partidos y marcó 5 puntos, producto un try.

### Participaciones en Copas del Mundo
Participó del Mundial de Sudáfrica 1995 donde jugó como titular el partido ante Japón, fue su único partido y no marcó puntos. Argentina cayó eliminada en primera fase tras caer derrotada en todos sus partidos por solo 6 puntos.
| Mundial                       | Sede      | Resultado      | PJ | Tries |
| ----------------------------- | --------- | -------------- | -- | ----- |
| Copa Mundial de Rugby de 1995 | Sudáfrica | Fase de grupos | 1  | 0     |

## Palmarés
- Campeón del Sudamericano de Rugby A de 1993 y 1995.
- Campeón del Campeonato Argentino de Rugby de 1995, 1997 y 2001.
- Campeón del Torneo de Córdoba de 2002.